# Chiesa evangelica augustana in Polonia

La Rosa di Lutero

La Chiesa evangelica di Confessione Augustana in Polonia ((PL)  Kościół Ewangelicko-Augsburski w Rzeczypospolitej Polskiej) è il ramo più grande del protestantesimo in Polonia, e affonda le radici nella Riforma. Il primo sermone luterano è stato tenuto nel 1518, e nel 1523 il primo decano luterano, Johann Heß, è stato chiamato dalla città tedesca di Breslavia, centro di diffusione del luteranesimo in Polonia. Oggi il gruppo più consistente della chiesa protestante si trova nella zona della Slesia di Cieszyn.
Le sei diocesi formano una zona ampia che va dal nord al sud della Polonia, da Warmia-Masuria e Danzica al nord, vicino al mar Baltico, alla regione di Cracovia nel sud, attraverso il confine con la Repubblica Ceca. Dei diretti discendenti della Riforma vivono al sud, nell'Alta Slesia.

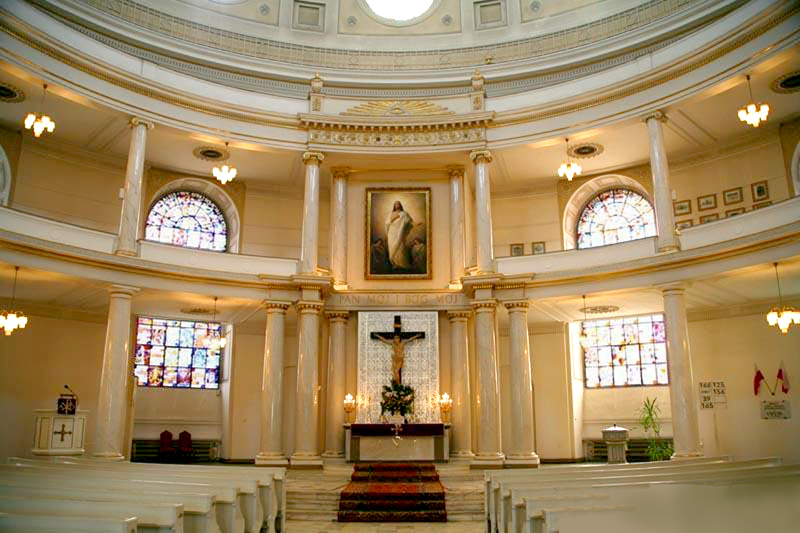
Chiesa della Santa Trinità (Varsavia), della Chiesa evangelica della Confessione d'Augusta in Polonia.

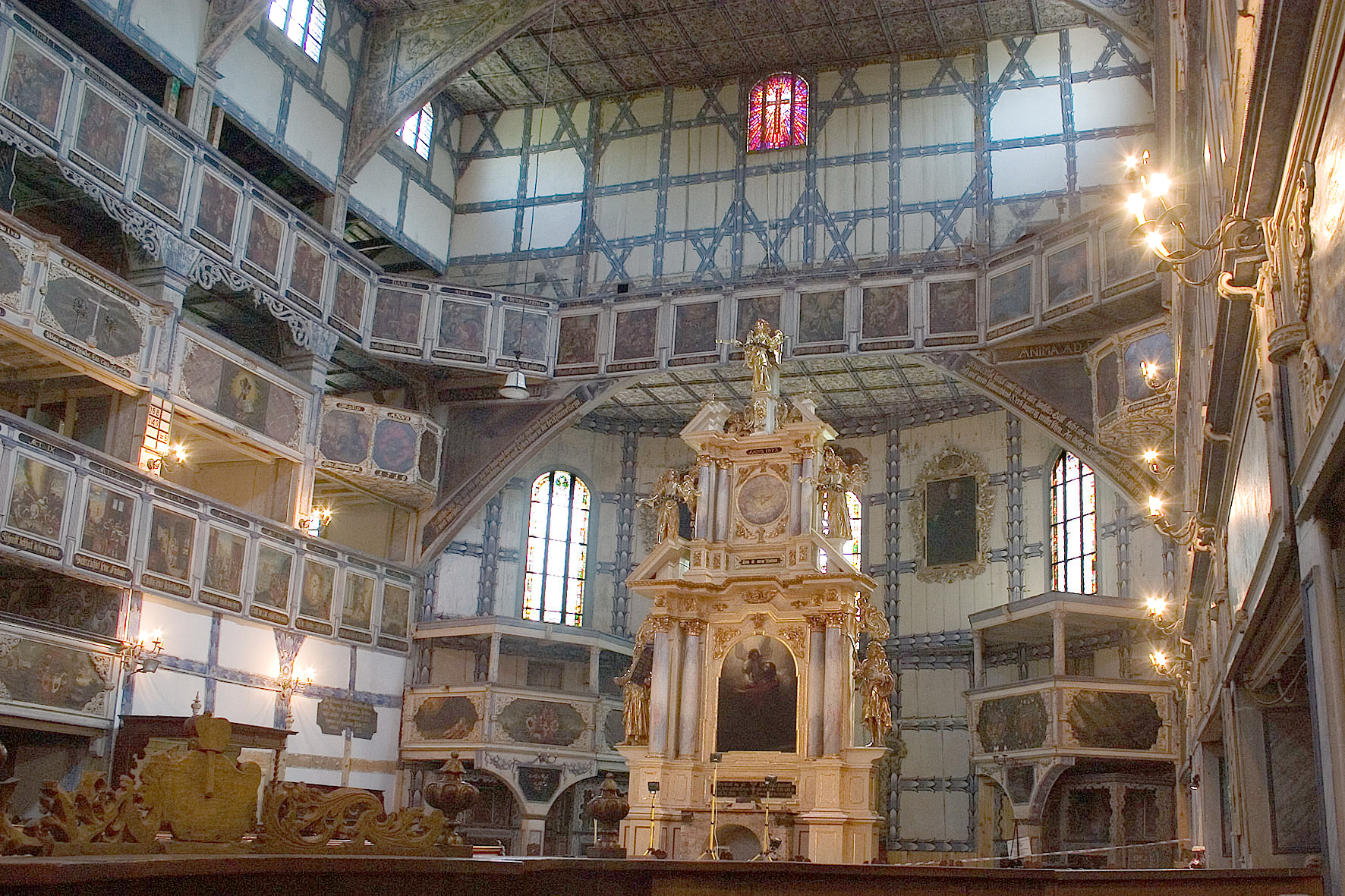
Chiesa della Pace luterana in Jawor, Patrimonio mondiale dell'umanità

La chiesa ha 189 congregazioni, 130 chiese e 150 cappelle ed è servita da 169 tra pastori e collaboratori. Alcuni pastori servono vari punti di predicazioni e sono mutati nel tempo per il cambiamento della società e dei suoi bisogni. Le congregazioni si auto-governano e ciascuna ha il suo consiglio di chiesa.
Benché il numero dei membri di chiesa sia più basso che nel passato, la confessione evangelica augustana polacca rimane ancora la confessione protestante più numerosa in Polonia.
Per la chiesa protestante polacca, i problemi causati dal risiedere in un paese che per il 90% è cattolico romano ha intensificato il bisogno di tenere salda la fede luterana. Ciò è evidente nella scelta dell'educazione protestante in vari livelli, come nelle scuole domenicali, istruzione catechetica, o in connessione con le scuole pubbliche, dove l'educazione cattolica è parte dello studio. Le priorità della chiesa sono nella diaconia rivolte principalmente verso le persone disabili, persone sole e anziane, lavoro dei giovani e delle donne e nell'evangelismo.
La chiesa evangelica augustana polacca ha sofferto sia durante sia dopo la seconda guerra mondiale. Pastori protestanti, insegnanti e capi religiosi sono stati ridotti dalle persecuzioni, imprigionamenti, e morte. Durante i primi anni postbellici, un numero impressionante di proprietà delle chiese evangeliche è stato preso dal regime comunista per essere destinati ad altri scopi, e la connessione tra la chiesa protestante polacca e la sfera luterana tedesca ha reso la comunità invisa al potere locale. In modo lento ma deciso, la chiesa evangelica augustana polacca è rinata divenendo una comunità attiva, dimostrando la tenacità e la forza dei suoi membri. Il 12 ottobre 2008, il presidente polacco Lech Kaczyński - di fede cattolica- ha visitato la chiesa di Gesù a Cieszyn, divenendo il primo presidente polacco a visitare un tempio protestante.